# Chacao
Chacao è un comune del Venezuela nello stato di Miranda. È uno dei cinque comuni che compongono il Distretto Metropolitano di Caracas. Confina con i comuni di Libertador e Baruta ad ovest, di Sucre ad est, di El Hatillo a sud e con lo stato di Vargas a nord.
Ha una popolazione di 61.213 abitanti.

## Geografia fisica

### Clima
Il clima è subtropicale, la temperatura media annuale di 28 °C con punte massime di 35-40 °C nella stagione secca. Il comune è sito ad un'altitudine di 897 m s.l.m. ma il punto più alto giunge a oltre 2000 m di altezza (Pico El Ávila). Le precipitazioni sono del tutto assenti nella stagione secca che va da fine novembre agli inizi di maggio, segue la stagione umida, durante la quale le precipitazioni sono più intense, spesso a carattere temporalesco di tipo tropicale, ma il comune come l'intero Venezuela è esente da fenomeni climatici tipici dell'area caraibica come gli uragani.

## Settori
Altamira dove è presente l'omonima piazza, Los Palos Grandes moderno settore vicino all'ingresso del grande Parque del Este, La Castellana, Campo Alegre, Chacaito, Chuao, El Rosal, e il Country Club, zona esclusiva dove vive la classe più agiata della società venezuelana.

## Storia
Chacao venne fondata quando iniziò a trasferirvisi la popolazione rimasta senza tetto per la distruzione causata dal terremoto nel Distretto Capitale l'11 giugno 1641.
Dopo essere stata parte, prima del Distretto Federale, poi del Distretto di Sucre, a seguito della riforma del 1989, nel gennaio del 1992 Chacao diventò comune e, a fine anno, si realizzarono le prime elezioni dirette del sindaco di Chacao che videro come vincitrice l'ex Miss Universo Irene Sáez.

## Economia
Il tasso di povertà è appena al 4,5% della popolazione, contro una media nazionale intorno al 28%, risultando tra i più bassi del Sud America.
Il comune ha un'economia basata sui servizi finanziari, bancari e assicurativi, in quanto ospita le sedi di numerose società venezuelane e straniere (come le statunitensi 3M e Hp e Citigroup e la banca rappresentante Citibank). Vi hanno sede anche alcuni uffici governativi, come il Ministero dei Trasporti e delle Comunicazioni.
Chacao si caratterizza anche per la sua vocazione commerciale, che va dai piccoli esercizi al dettaglio ai più grandi centri commerciali della nazione come il Sambil Caracas.
È anche il comune con la più sviluppata rete di ristorazione, che offre una vastissima scelta, dai locali etnici ai soliti italiani, ai francesi, colombiani, indiani, cinesi, giapponesi, arabi, fino alle popolari catene di fast food americane come McDonald's, Burger King e Wendy's.
Meritano un cenno particolare anche le farmacie, presenti in gran numero sotto forma di grandi empori sul modello statunitense. Le più famose sono Farmatodo, Locatel Automercado de Salud, Farmacia FASA e l'americana GNC Live Well, per culturisti e sportivi.
Da segnalare anche il costante sviluppo edilizio con la continua apertura di cantieri per la costruzione di nuovi condomini, grattacieli, centri commerciali e finanziari.
Chacao è anche sede della società cinematografica Bolivar Films.

### La Borsa di Caracas
A Chacao ha sede la Borsa valori di Caracas, fondata il 21 gennaio 1947, operativa in modalità totalmente elettronica dal 1992 attraverso il sistema SATB e aggiornato nel 1999 sal nuovo sistema SIBE, dopo San Paolo del Brasile è il secondo centro di speculazione finanziaria nell'area sudamericana, la sede è in Avenida Tamanaco.

## Infrastrutture e trasporti
I trasporti pubblici offrono in primo luogo la metropolitana (stazioni di Chacaíto, Chacao, Altamira e Miranda) quindi la rete comunale di autobus del servizio pubblico, con fermate prestabilite, e la rete di autobus della città di Caracas che sono un servizio privato con fermate a richiesta.
Vi sono poi i taxi, oggi affiancati anche dalle mototaxi, che si dividono in ufficiali, con prenotazioni via telefono e auto di color bianco con scritta taxi ufficiale e il recapito telefonico sulla carrozzeria, e non ufficiali. Questi viaggiano su normali autovetture e sono molto diffusi in quanto meno costosi.

## Criminalità
Chacao vanta un servizio di polizia particolarmente efficace, per il quale la stessa amministrazione ha coniato uno slogan nel quale il comune si definisce un "territorio sicuro" ("Chacao Territorio Seguro"). E le statistiche, se confrontate a quelle del resto della metropoli venezuelana, danno ragione alla stessa amministrazione che così tutela i suoi abitanti e anche la sua grande vocazione commerciale che richiama qui molta gente da tutta Caracas.

## Amministrazione

### Parrocchie
Il comune di Chacao ha un'unica parrocchia, omonima.

### Il sindaco
Il sindaco attuale Emilio Graterón Colmenares, espressione del partito Voluntad Popular, come i suoi predecessori è politicamente schierato nell'area di centro-destra e fa parte dell'ala liberale, socialdemocratica in opposizione al Governo Nazionale di stampo autoritario e di estrema sinistra presieduto da Maduro.